# Café & Øl-Halle
Restauranten Café & Øl-Halle i Arbejdermuseets kælder i Rømersgade i København er Københavns eneste fredede kælderbeværtning.
De historiske lokaler er restaureret, så de nu står som i året 1892, og restauranten bærer sit oprindelige navn.
Restauranten er en frokostrestaurant, der serverer smørrebrød og sidst på ugen en smørrebrødsbuffet.
Det er den faglærte kok Helena Unny Rørbo der er forpagter.